# Малаев-Бабель, Андрей Александрович
Андрей Александрович Малаев-Бабель (род. 19 февраля 1967, Москва) — российский актёр, режиссёр, педагог, автор книг и статей о технике актёра и истории театра и литературы. Профессор университета штата Флорида, заведующий кафедрой искусства актёра Института «Асоло» (США). Член совета директоров Ассоциации Михаила Чехова (США) и консультативного совета Исследовательского центра Станиславского (Великобритания). Член редакционной коллегии журнала «Arti dello Spettacolo» (Италия). Лауреат награды Координационного совета организаций российских соотечественников США в номинации «За особый вклад в развитие народной дипломатии».

## Биография
Андрей Малаев-Бабель родился 19 февраля 1967 года в Москве. Мать — Лидия Исааковна Бабель, архитектор, дочь писателя Исаака Бабеля и архитектора Антонины Пирожковой. Отец — Александр Андреевич Малаев, доктор медицинских наук, профессор МНИИ глазных болезней имени Гельмгольца, врач-офтальмолог.
В 1991 году он окончил театральное училище им. Б. В. Щукина при театре им. Е. Б. Вахтангова (режиссёрский курс; руководитель Н. Б. Захава). С 1984 по 1989 тесно работал с Александрой Исааковной Ремизовой, режиссёром театра им. Е. Б. Вахтангова, одной из основательниц театра, ученицей Евгения Вахтангова. В 1985 году Андрей Малаев-Бабель, совместно с Давидом Шнейдеровым, основал Московский театр камерных форм, где он работал главным режиссёром до 1993 года.

## Театр

### Актёрские работы
Список актёрских работ включает в себя такие роли как Моцарт в «Маленьких трагедиях» Пушкина, Рогожин в «Идиоте», по роману Достоевского, Фауст в «Фаусте» Гёте, Санчо Панса в «Дон Кихоте» (сценарий Е. Шварца по роману Сервантеса), Тригорин в «Чайке» Чехова и Иван Фёдорович Карамазов в «Братьях Карамазовых» по роману Достоевского. В 2009 году принял участие в Нью-Йоркской премьере пьесы «Стелла», где работал с голливудскими звёздами Полом и Мирой Сорвино. Спектакли в постановке, и с участием Андрея Малаева-Бабеля, завоевали множество престижных театральных наград, а также вошли в составленные прессой списки лучших спектаклей сезонов. Его моноспектакль «Бабель: Как это делалось в Одессе», по рассказам Исаака Бабеля, демонстрировался под эгидой ООН.

### Режиссёрские работы
С 1997 по 2005 год Андрей Малаев-Бабель — художественный руководитель театра-студии имени К. С. Станиславского в Вашингтоне. В 2000 году был выдвинут на соискание американской театральной премии имени Хелен Хейз «за выдающуюся режиссёрскую работу» в спектакле «Идиот» по роману Достоевского. Режиссёрские работы последних лет включают в себя такие постановки как «Вид с моста» Артура Миллера, «Нора» Бергмана (по мотивам пьесы Ибсена «Кукольный дом»), «Вишнёвый сад» Чехова, «Антигона» Жана Ануя, «Кандида» Бернарда Шоу, «Братья Карамазовы» Достоевского, «Фрекен Жюли» Стриндберга, «Игра любви и случая» Мариво, «Пошевеливайся» Дэвида Мамета и «Женщина с моря» Ибсена.
Спектакли в постановке Андрея Малаева-Бабеля, и с его участием, неоднократно входили в программы международных фестивалей. В 2007 году, его спектакль «Насмешливое моё счастье» (пьеса Леонида Малюгина по переписке Антона Чехова) открыл программу камерных спектаклей Международного фестиваля им. Волкова. В качестве актёра, режиссёра и педагога, Андрей Малаев-Бабель связан с такими престижными организациями как Смитсоновский институт, Всемирный банк, Национальный театр, Институт Кеннана и Центр им. Кеннеди (Вашингтон), Королевская академия драматического искусства и театр Уангвик (Лондон), Центр исследований европейского театра и оперы (Венеция), Латино-американский институт кино и театральная школа Macunaíma (Сан-Паулу), Шанхайская театральная академия и Стэнфордский университет.

## Кино
Профессор Малаев-Бабель является соавтором сценария и основным участником американского документального фильма «В поисках Бабеля» (режиссёр — Дэвид Новак, продюсер — Роджер Уотерс; голос Бабеля — Лив Шрайбер). Фильм прошел по многим международным фестивалям, открывал в декабре 2015 года программу фестиваля Артдокфест в Москве, в 2016 году получил Специальный приз жюри на 2-м Московском еврейском кинофестивале. В 2016 фильм демонстрировался в кинотеатрах США.

## Исследовательская деятельность

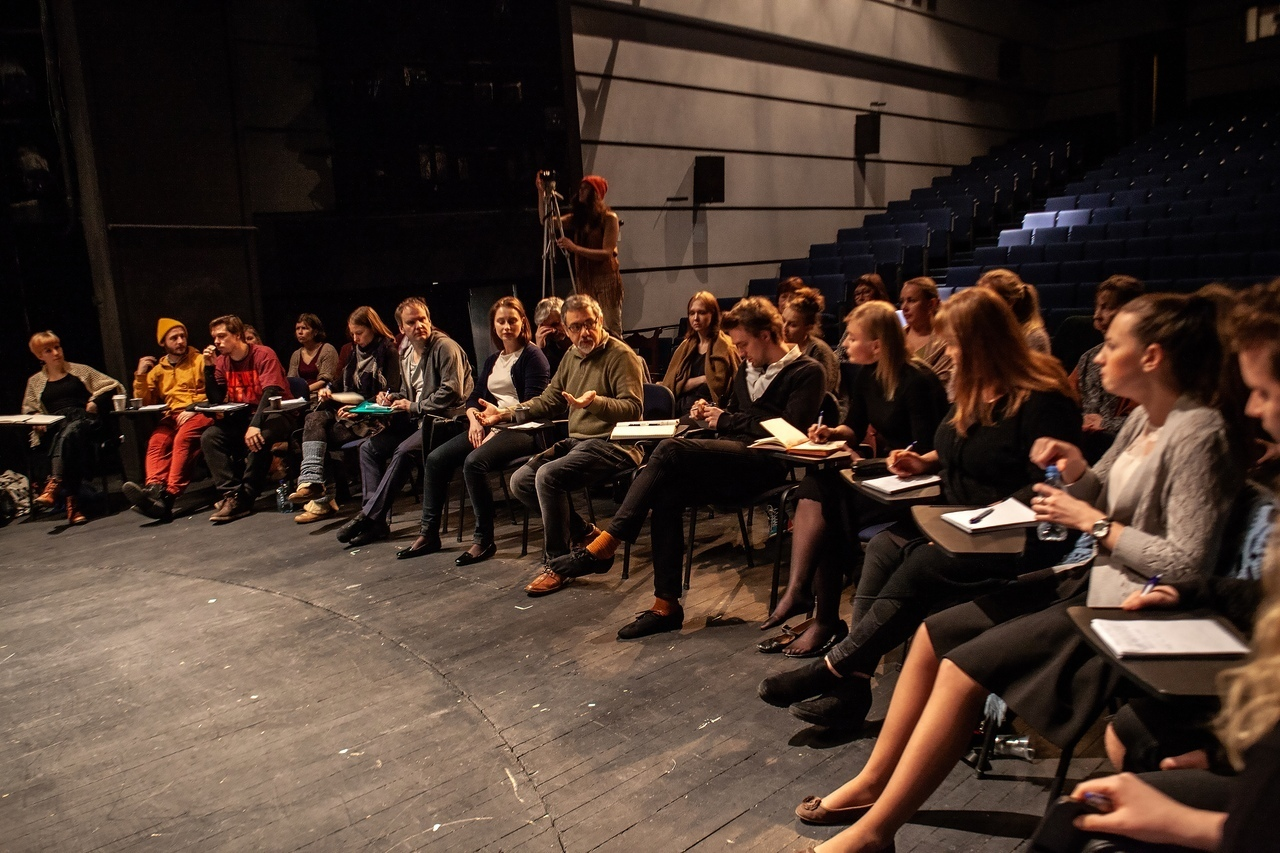
Бабель на «Театральном перекрестке» (2019)

Андрей Малаев-Бабель — автор статей и книг о мастерах русского театра — Михаиле Чехове, Евгении Вахтангове и Николае Демидове. С 2007 года целиком посвятил себя исследованию и воссозданию актёрской школы российского педагога Николая Демидова. В руках Андрея Малаева-Бабеля техника Демидова стала оживать уже не на страницах его книг, но на практике. Это единственный на сегодняшний день специалист, исследующий и преподающий метод Демидова в его целостности.
Начиная с 2013 года, профессор Малаев-Бабель приезжал в Россию с лекциями и мастер-классами по технике Демидова. Его деятельность породила плеяду актёров и педагогов, ставших приверженцами школы Демидова. Усилиями последователей, учеников и помощников педагога, в России, с 2017 года проходит Международная летняя школа Демидова. С 2015 года работает Московская школа Демидова, которую курирует Малаев-Бабель. Демидовская лаборатория прошла в марте 2018 года в Петрозаводске на базе Национального театра Карелии.
Мастер-классы и лекции Андрея Малаева-Бабеля по школе Демидова прошли в крупнейших городах США, Англии, Бразилии, Италии, Китая, России и Украины. Во многих из этих стран, в результате мастер-классов, создана студии, лаборатории и актёрские группы по изучению техники Демидова. Летом 2016 в крупнейшем англоязычном академическом издательстве, Ратлидж (Лондон и Нью-Йорк), он выпустил в свет первое издание трудов Демидова (совместно с М. Н. Ласкиной) на английском языке. Летом 2018 года издательство «ГИТИС» выпустило книгу «В театральной школе Н. В. Демидова», в которой Малаев-Бабель поделился своим десятилетним опытом педагогической работы и постановок по школе Демидова.